# Lisbeth Johansson (skådespelare)
Lisbeth Johansson, född Lisbeth Marianne Johansson 28 juni 1959 i Kortedala, Göteborg, är en svensk skådespelare. Lisbeth Johansson har tidigare ingått i den fasta ensemblen vid Regionteater Väst (fd Bohusläns Teater) och är nu frilansande skådespelare via Teater Alliansen. 
2013 mottog Lisbeth Johansson ett kulturstipendium från Adlerbertska stiftelsen och Gnistan och 2015 tilldelades hon Göteborgs stads kulturstipendium och Teaterförbundet och Trombs stipendium och Filmografi. 

## Film/TV (i urval)
- 1991 – Svidande affärer
- 1995 – Rena rama Rolf  (TV-serie)
- 1997 – Tinnitus Blues
- 1998 – Jonny konduktör
- 1999 – Min gud varför har du övergivit mig!!??
- 1999 – Hallå
- 2001 – Confession – en doft av sanning
- 2002 – Jobba hem, jobba hem!
- 2003 – Solbacken: Avd. E (TV-serie)
- 2003 – Tillfällig fru sökes
- 2004 – Dit änglar vägra gå
- 2006 – Grevinnan i Danmark
- 2007 – Gynekologen i Askim (TV-serie)
- 2009 – Behandlingen
- 2009 – Sommaren med Göran
- 2009 – Karaokekungen
- 2010 – Fyra år till
- 2011 – Gynekologen i Askim (TV-serie)
- 2012 – Isdraken
- 2012 – En gång i Phuket
- 2013 – Molanders (TV-serie)
- 2014 – Micke & Veronica
- 2014 – Hallonbåtsflyktingen
- 2016 – Jag älskar dig – en skilsmässokomedi
- 2017 – Finaste familjen (TV-serie)
- 2017 – Saltön (TV-serie)
- 2018 – Lingonligan  (TV-serie)
- 2018 – Sommaren med släkten (TV-serie)
- 2018 – Svansen i kläm (TV-serie)
- 2019 – Vår tid är nu (TV-serie)
- 2019 – Tills Frank skiljer oss åt
- 2021 – Snälla kriminella

## Teater (i urval)
| År   | Roll | Produktion             | Regi                      | Teater                                 |
| ---- | ---- | ---------------------- | ------------------------- | -------------------------------------- |
| 1987 |      | Staden Mahagonny       | Peter Haber               | Folkteatern Gävleborg                  |
| 1991 |      | Odens öga              | Björn Samuelsson          | Byteatern                              |
| 1995 |      | Birdy William Wharton  | Ulf Michal                | Bohusläns teater                       |
| 1999 |      | Den Lögnaktige         | Judit Benedeck            | Ystads Stående Teatersällskap          |
| 2003 |      | Love Play              | Kia Berglund              | Regionteater Väst                      |
| 2005 |      | Hemmet                 | Maria Löfgren             | Regionteater Väst                      |
| 2008 |      | Lycka till med allt    | Therese Söderberg         | Folkteatern Göteborg                   |
| 2009 |      | Huitfeldt              | Anna Sjövall              | Sommarteater Tjörn                     |
| 2013 |      | Välja säte             | Frida Röhl                | Regionteater Väst                      |
| 2014 |      | Stalins mamma          | Carl Harlén               | Teater Uno                             |
| 2016 |      | Moa om Moa             | Maria Hörnelius           | Johansson & Johansson Teaterproduktion |
| 2017 |      | Varvspelet             | Ulf Michal                | Sommarteater Uddevalla                 |
| 2018 |      | Processen              | Ragna Wei                 | Borås Stadsteater                      |
| 2019 |      | Den oändliga historien | Bortas Josefine Andersson | Borås Stadsteater                      |
| 2020 |      | Brända tomten          | Hanna Nygårds             | Borås stadsteater                      |

### Fotnoter
1. ↑  ”Lisbeth Johansson”. Svensk Filmdatabas. http://www.sfi.se/sv/svensk-filmdatabas/Item/?type=PERSON&itemid=219140&iv=OVERVIEW. Läst 5 augusti 2012.
2. ↑  Mikael Löfgren (7 november 1995). ”'Birdy' i stark 70-talsfärg. Bohusläns teater berättar rappt om manlig kraschlandning”. Dagens Nyheter. https://www.dn.se/arkiv/teater/birdy-i-stark-70-talsfarg-bohuslans-teater-berattar-rappt-om-manlig-kraschlandning/. Läst 6 december 2021.